# Palazzo Contarini Dal Zaffo (Cannaregio)
Palazzo Contarini Dal Zaffo è un palazzo di Venezia, situato nel sestiere di Cannaregio, vicino alla Madonna dell'Orto e presso la Sacca della Misericordia, dove si affaccia il Casino degli Spiriti.

## Storia
Edificio del XVI secolo, fu voluto dalla famiglia Contarini Dal Zaffo, è l'omonimo del palazzo Contarini dal Zaffo costruito dalla famiglia sul Canal Grande nel secolo precedente.
Oggi è sede veneziana della Piccola casa della Divina Provvidenza, anche nota come Cottolengo dal nome del fondatore san Giuseppe Benedetto Cottolengo e della casa cardinalizia Opera fides intrepida.
Il nome è dovuto ad un esponente della famiglia, Giorgio Contarini. Zaffo è la deformazione in dialetto veneziano di Giaffa.

## Architettura

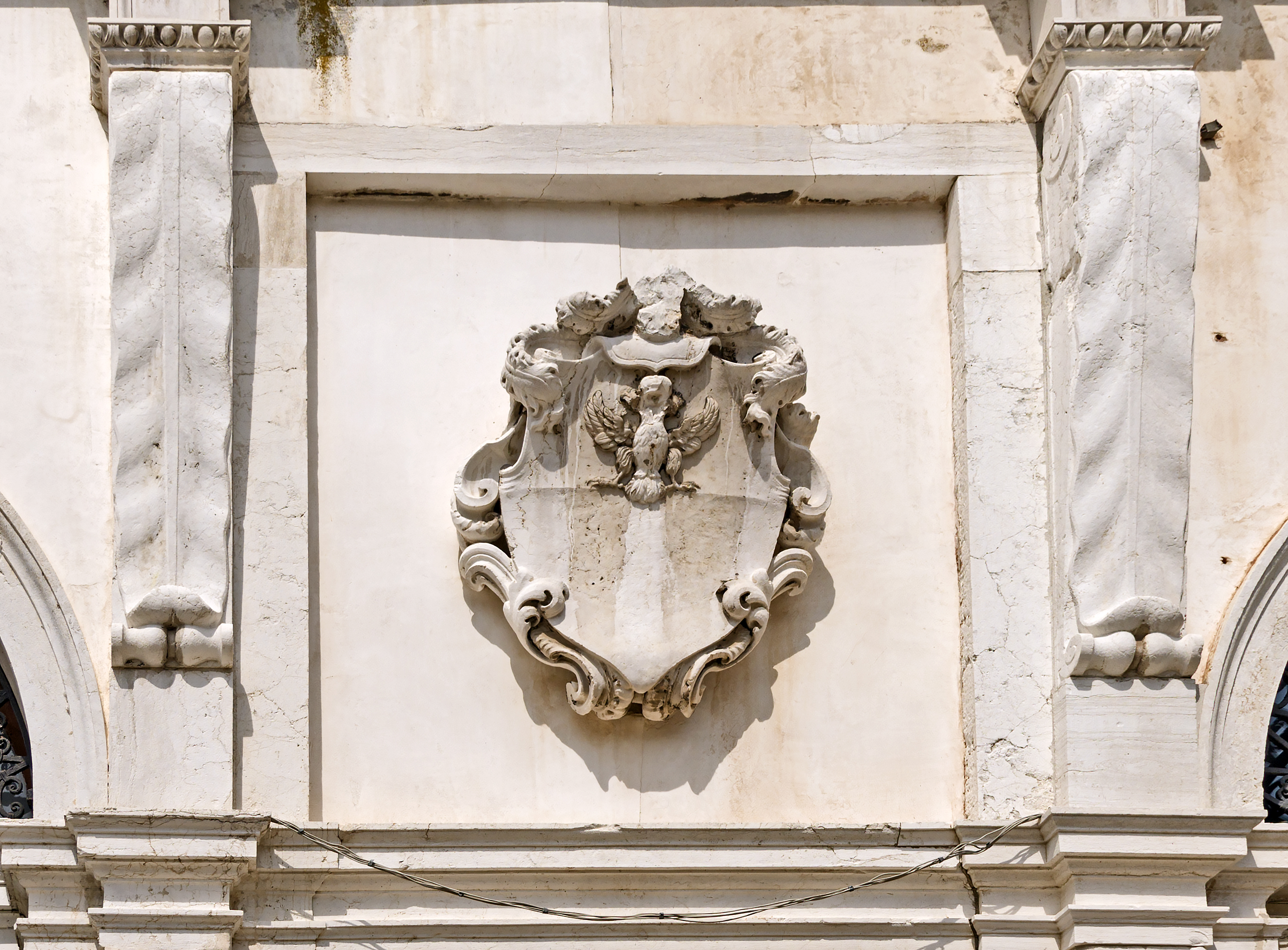
Stemma dei Contarini sulla facciata

Il palazzo è un tipico edificio rinascimentale, la cui facciata sulla fondamenta di Gasparo Contarini è sviluppata in lunghezza e priva di simmetrie. I livelli sono tre, ma il piano terra acquista le dimensioni di un mezzanino, percorso da monofore quadrate; i portali sono due, a tutto sesto e di grandi dimensioni, occupando centralmente i primi due livelli: essi hanno mascherone in chiave e tra essi una monofora sovrastata dallo stemma in pietra della casata. 
Il primo piano nobile è una lunga fila di tredici monofore rettangolari in cornice lapidea; il secondo presenta anch'esso tredici monofore rettangolari, ma inscritte in una cornice a tutto sesto: la peculiarità sta nella presenza, spostata a sinistra rispetto al portale, di una serliana cinquecentesca con balaustra.
Sul retro del palazzo si apre un enorme giardino che guarda verso il lato nord della città, dove si apre l'area lagunare.

All'interno, come nel palazzo del Canal Grande, sono conservati affreschi di Giandomenico Tiepolo, che ora si trovano nella cappella, ma al tempo dei Contarini erano i decori delle stanze del mezzanino.

## Galleria d'immagini

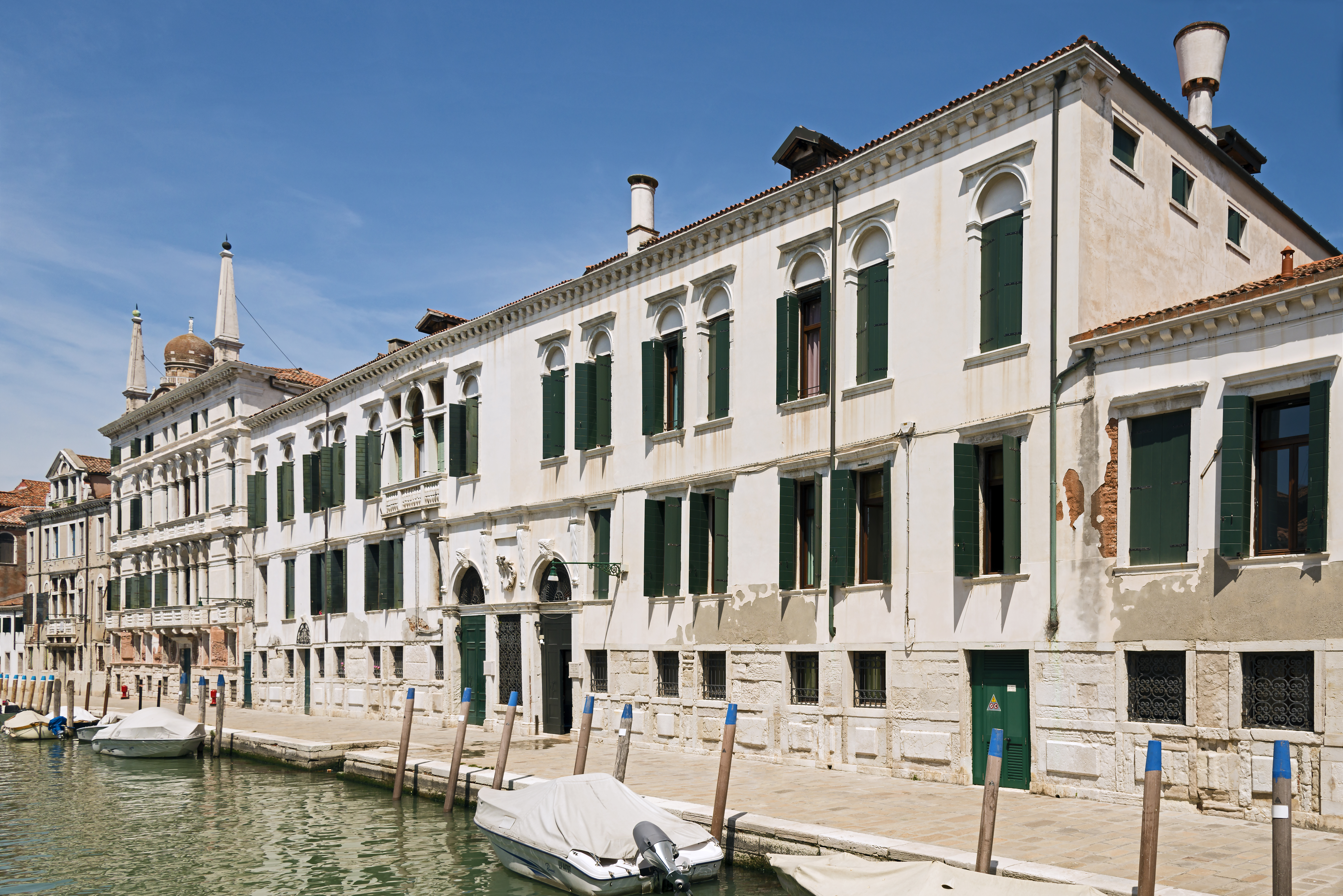
Veduta della fondamenta verso la Madonna dell'Orto
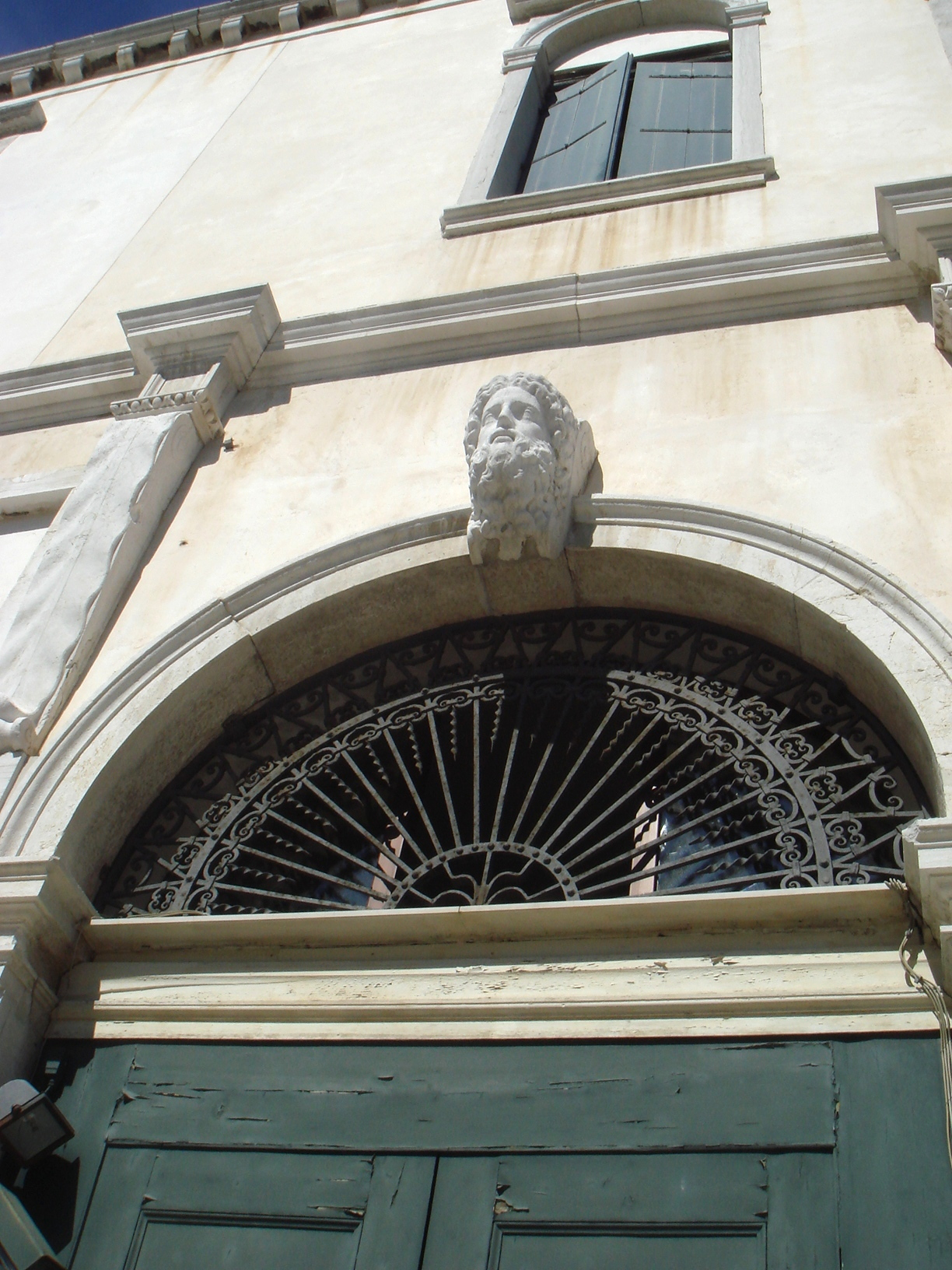
Il portale con mascherone
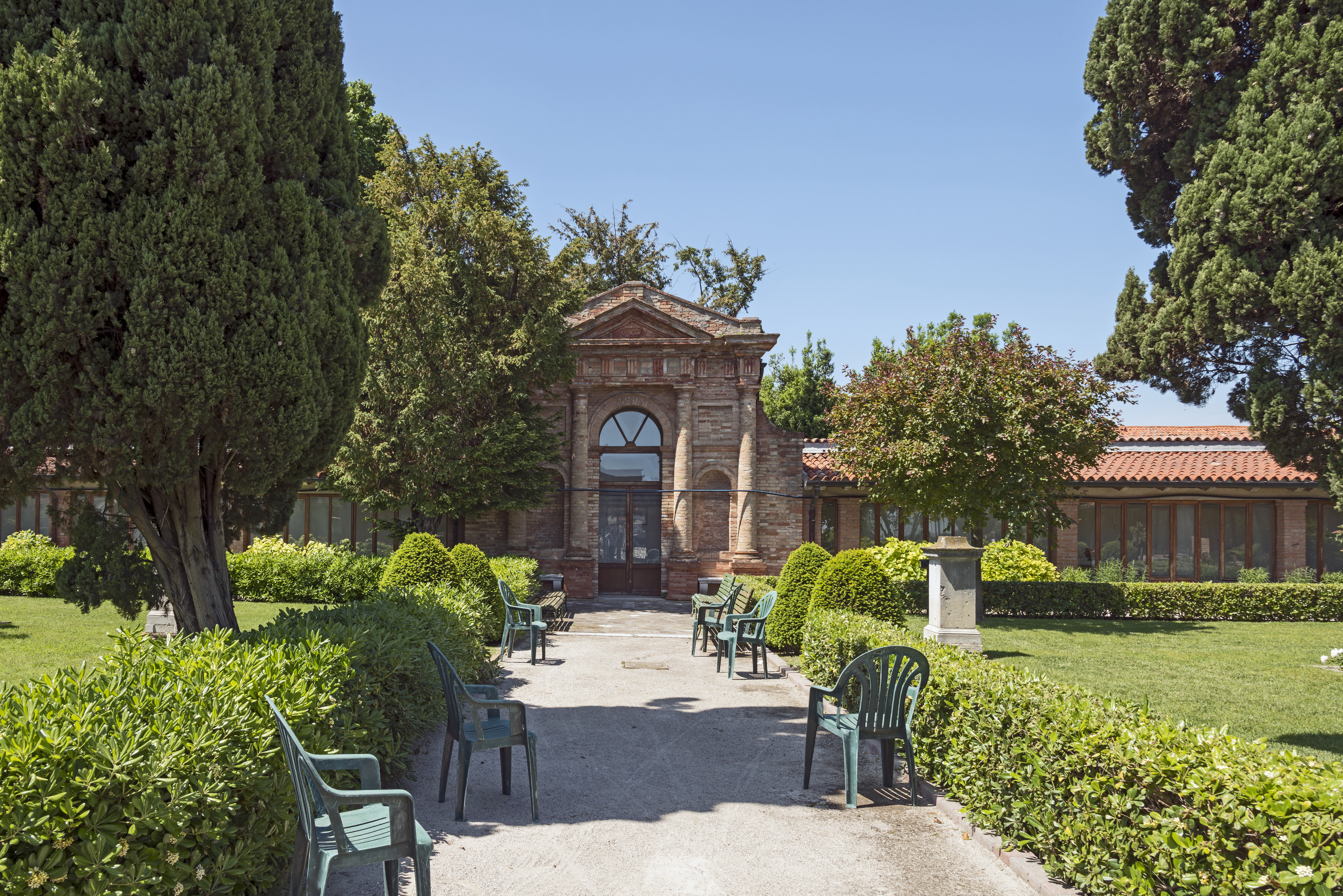
I giardini
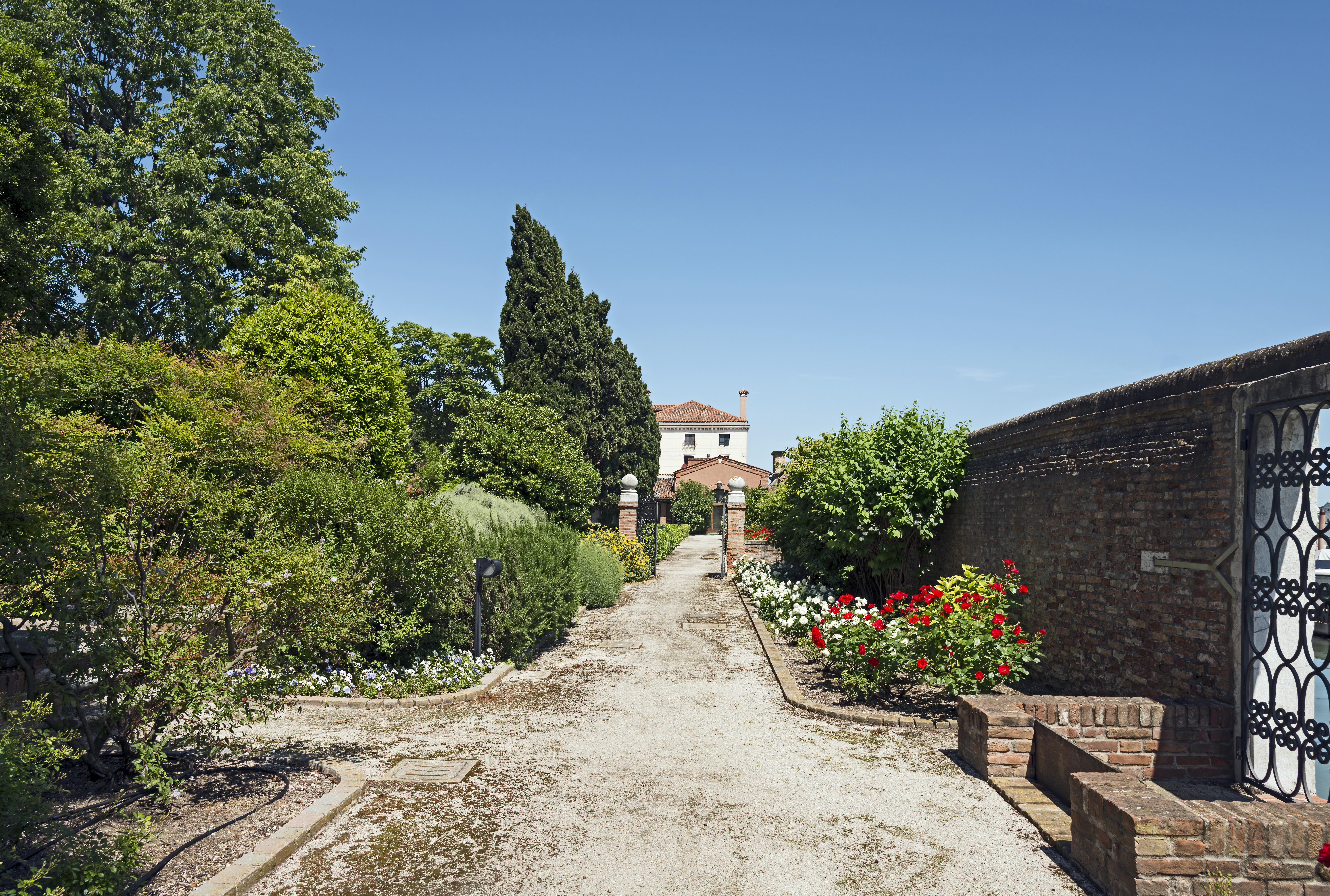
I giardini con il Casino degli Spiriti
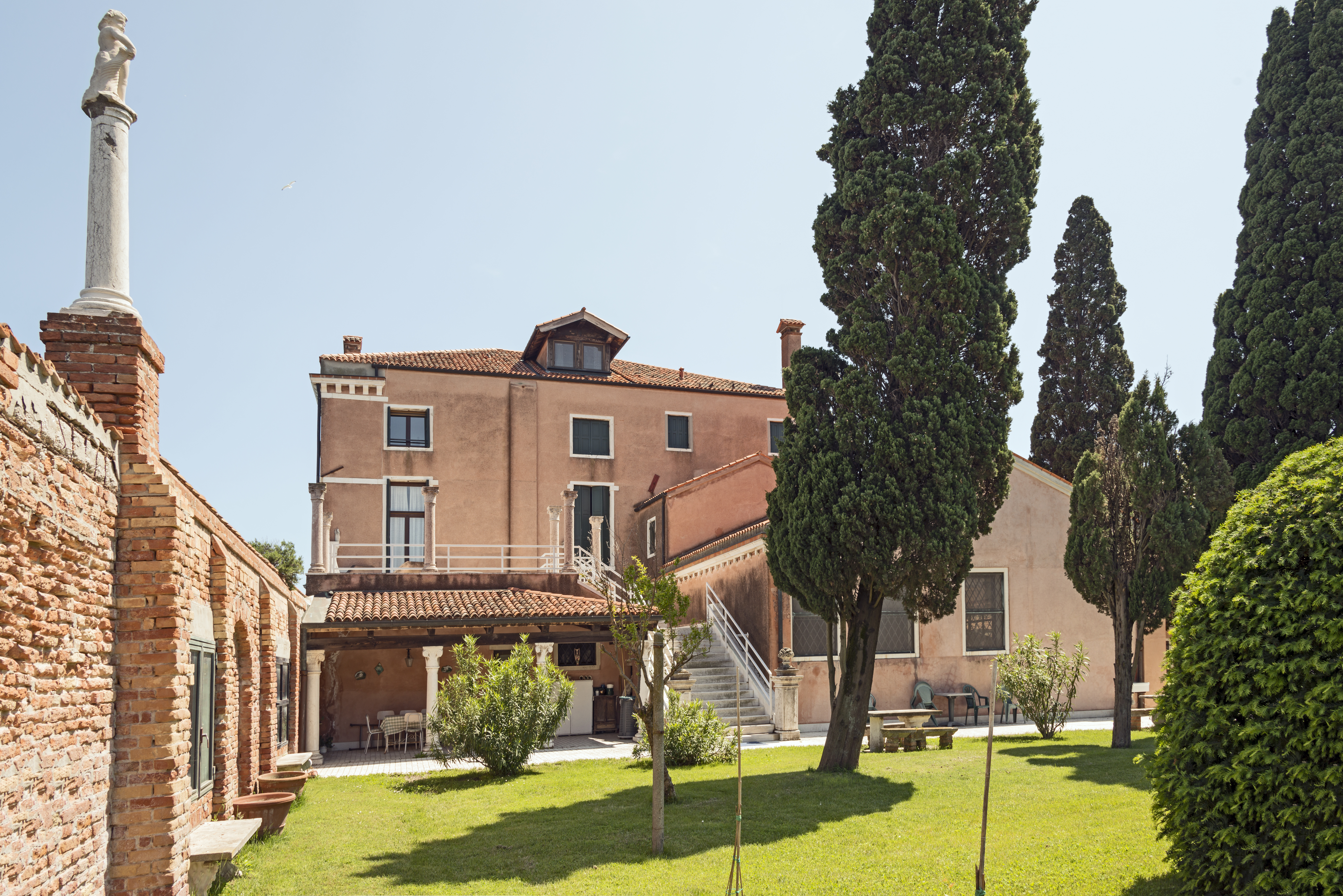
Casino degli Spiriti - La facciata visto dal giardino
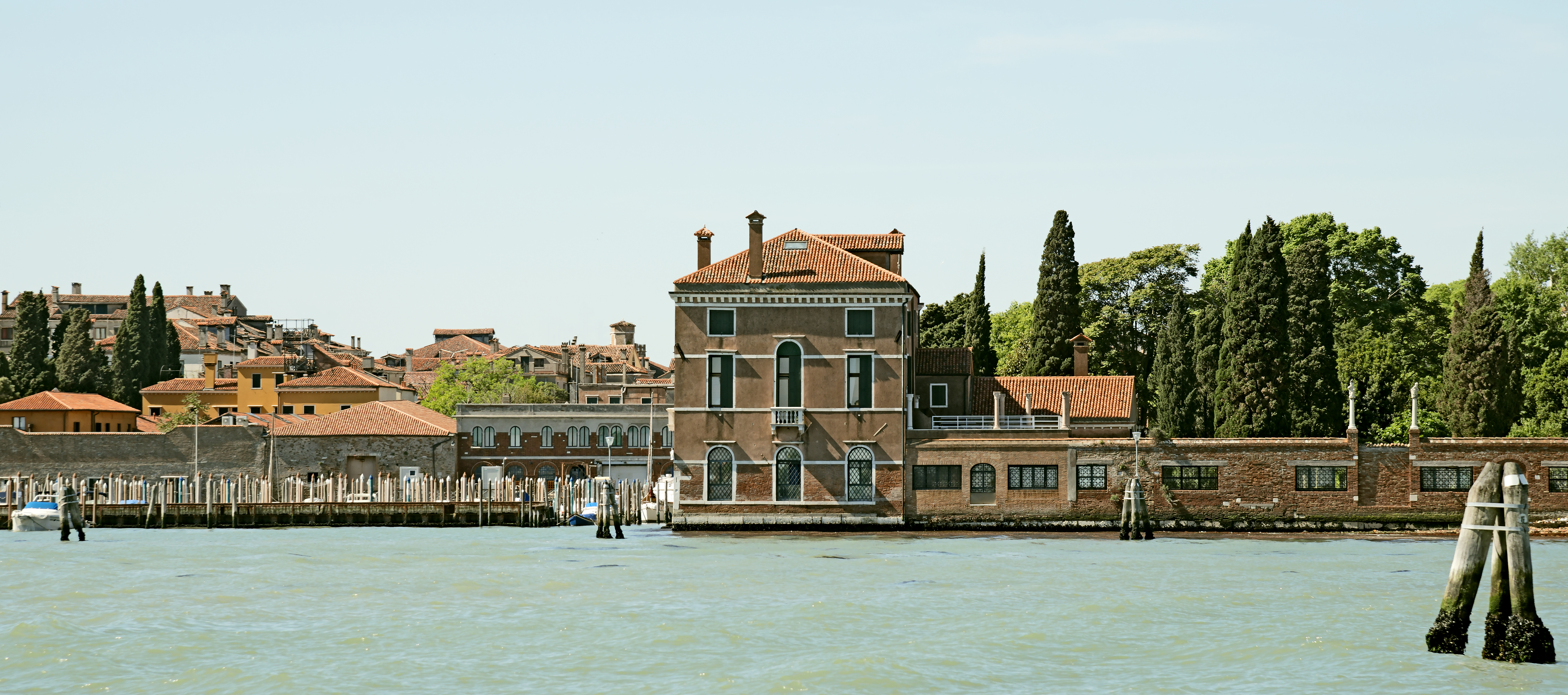
Casino degli Spiriti visto dalla laguna
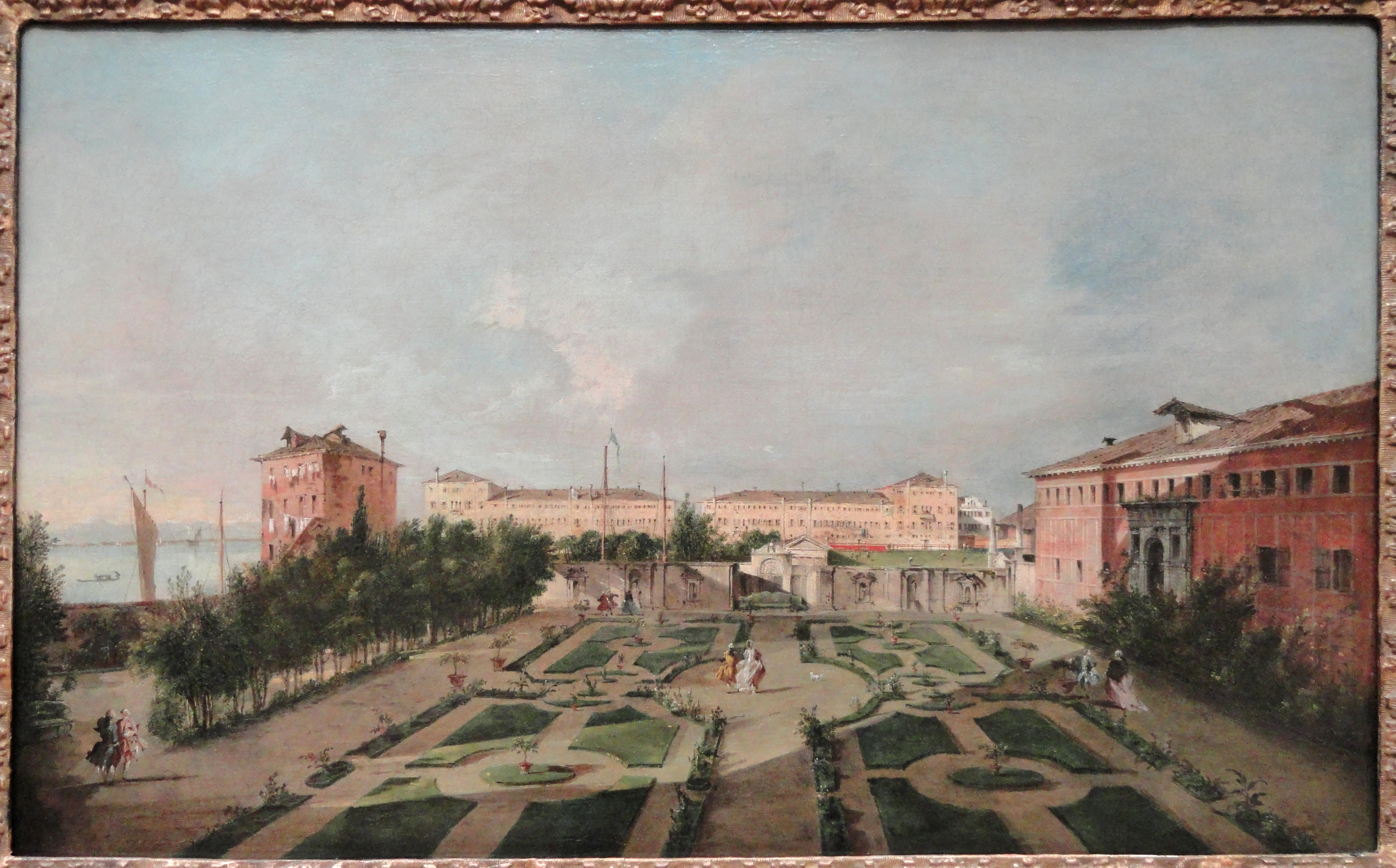
I giardini Francesco Guardi, ~1770